# Brjestovke
Brjestovke (Ulmaceae) porodica stablašica iz reda ružolike (Rosales) koja dobiva ime po rodu brijestova (Ulmus). Sastoji se od 8 rodova sa 64 priznate vrste i roda Abelicea s tri vrste čiji statius još nije riješen. 
Brjestovke se odlikuju nesimetričnim listovima i većinom dvospolnim cvjetovima, neuglednim ocvijećem. Plod mu je oraščić ili koštunica. Porodica je raširena po svim kontinentima (osim Antarktike), a nije prisutna tek u pustinjskim područjima Australije i Afrike.
Na području Hrvatske pristan je samo rod Ulmus, odnosno brijest. Rod koprivić ili košćela (Celtis) nekada je bila pripisivana ovoj porodici, a danas porodici Cannabaceae.

## Rodovi
1. Ampelocera Klotzsch[2] vidi Cannabaceae
2. Calaunia Gudzins.[3]
3. Hemiptelea Planch.[4]
4. Holoptelea Planch.[4]
5. Phyllostylon Capan. ex Benth. & Hook.f.[4]
6. Planera J.F.Gmel.[4]
7. Ulmus L.[4]
8. Zelkova Spach[4]